# Paul Vallotton
Ne pas confondre avec Paul Vallotton né en 1864 et mort en 1936.
Pour les articles homonymes, voir Vallotton.
 (juillet 2024).
Si vous disposez d'ouvrages ou d'articles de référence ou si vous connaissez des sites web de qualité traitant du thème abordé ici, merci de compléter l'article en donnant les références utiles à sa vérifiabilité et en les liant à la section « Notes et références ».
Paul Vallotton, né à Lausanne le 7 septembre 1919 et mort le 20 janvier 2010 , est un homme de radio-TV et théâtre, écrivain, juriste et bellettrien vaudois.

## Biographie
Paul Vallotton est né le 7 septembre 1919 à Lausanne. Juriste de formation mais également comédien et metteur en scène, il travaille, dès 1945, à la radio en qualité de chef du service des reportages à Radio-Lausanne. En 1950, il quitte les reportages pour devenir directeur de la coordination des programmes de la Radio télévision suisse romande, fusion entre la Radio suisse romande et la Télévision suisse romande.
Bellettrien le 12 novembre 1937, Paul Vallotton tient plus de cinquante rôles sur les scènes romandes et a à son actif une trentaine de mises en scène. Il est l'auteur d'essais, d'œuvres dramatiques et radiophoniques et de chroniques : "Notules" (1970), "Des mots, des mots" (1973), "Salut à quelques personnages" (1991), "Matins du monde" (notes de voyage, 1994). En 1967, Paul Vallotton reçoit le Grand Prix de l'Académie Charles Cros ainsi que le Prix international de journalisme.
En 1999, Paul Vallotton lance l'idée de redonner vie aux Mystères à la cathédrale de Lausanne et c'est à François Rochaix qu'il demande d'en être le metteur en scène. Quatre ans plus tard sont présentées en septembre trois créations dramatiques signées par Sylviane Dupuis, Claude Schwab et Jacques Probst.
Cofondateur de la Chaîne du bonheur en 1946, il en devient secrétaire général dès 1955, puis directeur de 1983 à 1986. Cadre de la Radio-Télévision suisse romande, il occupe notamment la fonction de directeur suppléant de 1973 à 1983. Il organise la mise en place du troisième programme de la radio romande en 1981, devenu Couleur 3 et est membre de la Société vaudoise des écrivains.